# Liste des gares de la wilaya de Constantine
La liste des gares de la wilaya de Constantine, est une liste des gares ferroviaires situées dans la wilaya de Constantine, en Algérie.

## Gares ferroviaires dans la wilaya
La wilaya de Constantine compte onze gares dont une fermée. Les gares en service sont exploitées par la Société nationale des transports ferroviaires (SNTF).
| Gare                    | Commune         | Ligne                                 | Remarque    |
| ----------------------- | --------------- | ------------------------------------- | ----------- |
| Gare de Bekira          | Hamma Bouziane  | Alger à Skikda                        |             |
| Gare de Constantine     | Constantine     | Alger à Skikda                        |             |
| Gare de Didouche Mourad | Didouche Mourad | Alger à Skikda                        |             |
| Gare d'El Guerrah       | Ouled Rahmoune  | Alger à Skikda El Guerrah à Touggourt |             |
| Gare d'El Khroub        | El Khroub       | Alger à Skikda                        |             |
| Gare de Hamma Bouziane  | Hamma Bouziane  | Alger à Skikda                        |             |
| Gare de Kef Salah       | Didouche Mourad | Alger à Skikda                        |             |
| Gare de Oued Hamimime   | El Khroub       | Alger à Skikda                        | Gare fermée |
| Gare d'Ouled Rahmoune   | Ouled Rahmoune  | Alger à Skikda                        |             |
| Gare de Sidi Mabrouk    | Constantine     | Alger à Skikda                        |             |
| Gare de Zighoud Youcef  | Zighoud Youcef  | Alger à Skikda                        |             |

| \| Constantine Bekira Didouche Mourad El Guerrah El Khroub Hamma Bouziane Kef Salah Oued Hamimime Ouled Rahmoune Sidi Mabrouk Zighoud Youcef \| Localisation des gares de la wilaya de Constantine |
| Constantine Bekira Didouche Mourad El Guerrah El Khroub Hamma Bouziane Kef Salah Oued Hamimime Ouled Rahmoune Sidi Mabrouk Zighoud Youcef                                                          |

## Lignes ferroviaires dans la wilaya
La wilaya est traversée par deux lignes : 
- la ligne d'Alger à Skikda ;
- la ligne d'El Guerrah à Touggourt.